# Lima de veras
«Lima de veras» es la primera canción compuesta por la cantante y letrista peruana Chabuca Granda en 1948. La canción fue publicada en 1961 en el álbum Lo mejor de Chabuca Granda interpretada por el grupo Los cinco, compuesto por Maribel Freundt, Jorge Sabogal, Patricio Sabogal, Raúl Chueca y Jorge Hawie.

## Historia
Tras divorciarse del brasileño Enrique Demetrio Fuller da Costa, Chabuca Granda, con casi 30 años, pudo dedicarse por completo a la composición musical. Un día, una pareja de colombianos amigos de Chabuca le propusieron el reto de componer un vals, mientras que ellos se dedicarían a escribir un bolero. Una vez compuesta la canción, la pareja envió en secreto el vals de Chabuca a un concurso de música criolla organizado por la Municipalidad del Rímac. El vals «Lima de veras» fue el ganador, sin saber Chabuca siquiera que había participado.

## Descripción
La canción, compuesta como un vals peruano, habla de Lima, inspirándose en la historia de la ciudad y su futuro, con sentimientos encontrados.

## En otros medios
La canción fue la inspiración para la obra de teatro homónima estrenada en 2018 y protagonizada por el actor Reynaldo Arenas.